# سبخة تدر
سبخة تدّر هي سبخة تقع في ولاية مدنين من الجنوب التونسي، جنوب شرقي مدينة بنقردان.
| سبخة تدر |